# Rolf Feltscher
Rolf Feltscher (ur. 6 października 1990) – wenezuelski piłkarz występujący na pozycji obrońcy. Od 2016 gra w drużynie Getafe CF.

## Kariera piłkarska
Rold Feltscher jest wychowankiem szwajcarskiej drużyny Grasshopper Club, gdzie grał od najmłodszych lat. Od sezonu 2007/2008 został włączony do pierwszej drużyny. W Swiss Super League zadebiutował w wygranym 2:0 meczu przeciwko FC Sankt Gallen. Grał pełne 90 minut na prawej obronie. W sumie w lidze szwajcarskiej rozegrał 65 meczów, nie strzelając ani jednego gola. Po sezonie 2009/2010 przeniósł się do włoskiej Parmy. W 2012 roku był wypożyczony do Calcio Padova, a w 2013 roku wypożyczono go do US Grosseto.

## Życie prywatne
Rolf Feltscher urodził się w Wenezueli. Jest młodszym bratem Franka, grającego w Bellinzonie.